# Liste der Monuments historiques in Cesset
Die Liste der Monuments historiques in Cesset führt die Monuments historiques in der französischen Gemeinde Cesset auf.

## Liste der Bauwerke
| Bezeichnung          | Beschreibung                                  | Standort | Kennzeichnung | Schutzstatus | Datum | Bild           |
| -------------------- | --------------------------------------------- | -------- | ------------- | ------------ | ----- | -------------- |
| Donjon von Chenillat | Donjon der aufgegebenen Burg, 15. Jahrhundert | (Lage)   | PA00093034    | Inscrit      | 1947  | weitere Bilder |

## Liste der Objekte
| Bezeichnung                     | Beschreibung            | Standort                           | Kennzeichnung | Schutzstatus | Datum | Bild |
| ------------------------------- | ----------------------- | ---------------------------------- | ------------- | ------------ | ----- | ---- |
| Skulptur Christus am Kreuz      | Holz, polychrom gefasst | in der Kirche St-Barthélemy (Lage) | PM03001557    | Inscrit      | 2006  |      |
| Skulptur Heilige Anna und Maria | Holz, polychrom gefasst | in der Kirche St-Barthélémy (Lage) | PM03001555    | Inscrit      | 2006  |      |
| Skulptur Madonna mit Kind       | Holz, polychrom gefasst | in der Kirche St-Barthélémy (Lage) | PM03001556    | Inscrit      | 2006  |      |